# Тадеуш Доленга-Мостович
Тадеуш Доленга-Мостович (пол. Tadeusz Dołęga-Mostowicz, псеводнім Т. М.; *10 серпня 1898, Окуневе (нині — Вітебська область) — †20 вересня 1939, Кути) — польський письменник, журналіст, сценарист.

## Біографічні дані
Батько — Стефан Мостович, юрист за фахом, орендував маєток, де вів зразкове господарство. Спогади про дитинство, яке минуло в атмосфері добробуту і спокою, і про середовище в якому жила місцева шляхта, лежать в основі багатьох повістей Доленга-Мостовича. Початкову освіту отримав вдома, потім вчився у Віленській гімназії, яку закінчив 1915 року. Вступив до Київського університету на юридичне відділення, брав участь у польській воєнній організації. Під час громадянської війни і розпаду Російської імперії, Окуневе опинилося за межами Польщі і родина вирушила на батьківщину. 1918 року Тадеуш Мостович вступив добровольцем до лав польської армії, де служив до 1922 року.
Відтоді жив у Варшаві. Упродовж 1922—1926 років співробітник, а потім редактор газети «Rzecz Pospolita», починає літературну творчість. Від 1925 року на сторінках цієї газети з'являються статті і фейлетони, які критикували Юзефа Пілсудського, підписані псевдонімом Т. М.  Того ж року з'являються і перші оповідання. Від 1926 року пише під псевдонімом Доленга. У вересні 1927 року на Тадеуша Мостовича вчинено напад на вулиці, завезено в ліс і там побито. Відтоді він пориває з журналістикою і цілком присвячує себе літературі. Під час Другої світової війни був мобілізований як офіцер захищати польсько-румунський кордон по ріці Черемош (м. Кути), де організував міліцію. Був застрелений радянськими військами.

## Творчість
Писав польською мовою. Перший твір — «Остання бригада». Популярність приніс роман «Кар'єра Никодима Дизми» — гостра сатира на суспільно-політичне життя. Від 1932 року пише зазвичай 2 романи на рік. Його місячний прибуток сягав 15 тисяч злотих (приблизно 2 тисячі 800 американських доларів). Інші твори — «Чеки без сплати», «Прокурор Аліція Горн», «Брати Дальч і Ко» (1933), «Світ пані Малиновської» (1934). «Знахар» (1937), «Професор Вільчур», «Щоденник пані Ганки» (1939). Більшість з них мають добре спланований, напружений сюжет і поступове його розгортання.
Від 1934 співпрацює з кінематографом. До 1939 року з 16 його творів 8 було екранізовано:
- 1939 — «Золота маска»
- 1956 — «Никодим Дизма» в базі filmpolski.pl (пол.)
- 1980 — «Кар'єра Никодима Дизми» (телесеріал)
- 1982 — «Знахар»

## Вшанування пам'яті
Після Другої Світової війни твори письменника були піддані забуттю через політичні обставнини й інтерес до його творчості виник лише після 1956 року. 1978 року Тадеуша Доленга-Мостовича було перепоховано у Варшаві. 1998 року, до 100-літнього ювілею письменника, у Глибокому (де мешкала родина письменника) відбувся вечір пам'яті та встановлено меморіальну дошку.